# Xenogaster insolens
Xenogaster insolens är en stekelart som först beskrevs av Wilkinson 1930.  Xenogaster insolens ingår i släktet Xenogaster och familjen bracksteklar. Inga underarter finns listade i Catalogue of Life.